# Fledermausguano

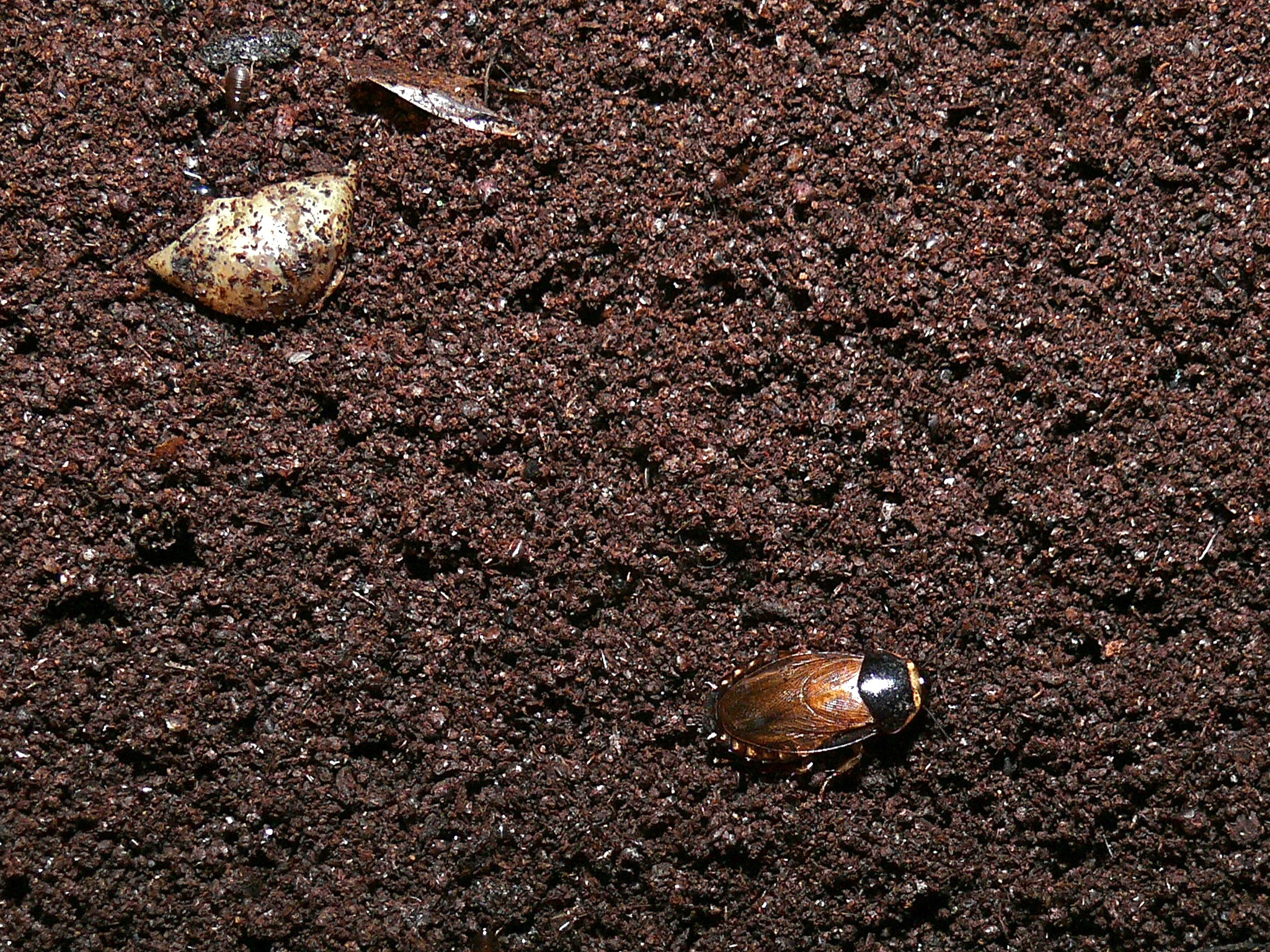
Fledermausguano mit Schabe

Fledermausguano oder Chiropterit ist eine besondere Form des Guano, der nicht von Vögeln produziert wird, sondern von Fledermäusen.
Der aus den Exkrementen der Tiere in Höhlen in oft großen Mengen gebildete Stoff wird unter anderem in Ländern wie Italien (Sardinien), Spanien (Andalusien), den Vereinigten Staaten (Arkansas, Texas) und Ägypten gewonnen und als besonders stickstoffreicher wertvoller Dünger vermarktet.
Fledermausguano ist an enthaltenen Flügeldecken von Insekten, an seinem pH-Wert um 7,5 sowie einem relativ hohen Harnstoff-Gehalt erkennbar. Im Einzelnen besteht er aus rund 9 Prozent Stickstoff, 1,5 bis gut 2 Prozent phosphorsauren Alkalien und etwa 3 Prozent Phosphorsäure.
Fledermausguano wird von Heim- und Hobbygärtnern zur Düngung von Gemüsebeeten verwendet. Der Abbau von Fledermausguano ist umstritten, da er zu einer beträchtlichen Ruhestörung der Fledermäuse führt und der Fledermausguano selbst einen einzigartigen Lebensraum für zahlreiche Wirbellose darstellt.
Siehe auch: Österreichische Höhlendüngeraktion